# 千葉県立松尾高等学校
千葉県立松尾高等学校（ちばけんりつ まつおこうとうがっこう）は、千葉県山武市松尾町大堤にある県立高等学校。1909年（明治42年）創立。2006年度（平成18年度）より男女共学を開始した。

## 概要
2008年（平成20年）に創立100周年を迎えた伝統ある学校である。校舎は九十九里平野を見下ろす高台にあり、生徒は毎日長い坂を上って登校する。春には坂の両脇にある華麗な桜が満開になり毎年見どころになる。また、1984年（昭和59年）の創立75周年記念事業として作られた古典植物園が敷地内にあり、自然に囲まれている。敷地内には桔梗寮という生徒宿泊研修施設があり、部活動の強化合宿等に使用している。
毎年春には、芝山仁王尊（山武郡芝山町芝山）・殿塚姫塚（同横芝光町中台）・蓮沼海浜公園（山武市蓮沼ホ）まで、約10キロメートルの道のりを徒歩で向かう学校遠足（通称：歩け歩け遠足）が行われる。
開校以来女子校であったが、少子化による生徒減少の影響で、2006年度（平成18年度）より共学化を開始した。
現在は学年当たり約160名の規模である。

## 専門コース
1年次は共通カリキュラムであるが、2年次よりコース制が適用される。
A類型4年制大学・短期大学への進学を目指すコース。文系・理系に対応。
B類型進学を目指す生徒・就職を目指す生徒の両方に対応。家庭科・商業科目を設定。
福祉コース福祉関係の進路を目指すコース。福祉科目を設定。

## 沿革
- 1909年（明治42年）6月26日 - 文部大臣より学校設立許可を受け、山武郡立松尾実業学校開校。
  - 9月11日 - 旧松尾小学校を校舎として授業開始。
- 1914年（大正3年）4月15日 - 文部大臣より改称許可を受け、山武郡立女子実業学校と改称。
- 1920年（大正9年）4月8日 - 高等女学校令に基づき、山武郡立山武実科高等女学校と改称。
- 1924年（大正13年）2月22日 - 千葉県立に移管し、千葉県立山武実科高等女学校となる。
- 1939年（昭和5年）4月1日 - 校歌制定。
- 1935年（昭和10年）4月1日 - 千葉県立松尾高等女学校と改称。
- 1948年（昭和23年）4月1日 - 学制改革により、現在の千葉県立松尾高等学校となる。定時制課程併設。
- 1960年（昭和35年）4月1日 - 定時制課程募集停止。
- 1962年（昭和37年）11月2日 - 創立50周年記念式典挙行。
- 1963年（昭和38年）3月31日 - 定時制課程廃止。
- 1970年（昭和45年）6月15日 - 千葉県山武郡松尾町大堤546（現在の校地）に新校舎建設。
- 1972年（昭和47年）11月27日 - 創立60周年・新校舎落成記念式典挙行。
- 1984年（昭和59年）11月6日 - 創立75周年記念式典挙行。
- 1985年（昭和60年）3月 - 創立75周年記念事業の一環として古典植物園完成。
- 1988年（昭和63年）4月1日 - 森英恵デザインによる新制服採用開始。
- 1999年（平成11年）11月16日 - 創立90周年記念式典挙行。
- 2001年（平成13年）4月1日 - 新運動着採用開始。
- 2003年（平成15年）12月 - 共学化に伴い、男子トイレ設置・特別教室棟大改修工事竣工。
- 2004年（平成16年）4月1日 - 生活デザイン科廃止。
- 2005年（平成17年）4月1日 - プール解体工事完了。共学化に伴い、生徒投票による新制服採用開始。
- 2006年（平成18年）4月1日 - 格技館完成。共学化開始。
- 2007年（平成19年）10月1日 - 管理普通教室棟耐震工事竣工。
- 2008年（平成20年） - 創立100周年記念式典挙行。

## 校章・校旗

### 校旗
1937年、松尾高女の校旗が制定された。 この校旗は紺地に高女時代の校章を配したもので、新制高校移行後には校章を染め直して用いられた。2009年、創立百周年記念事業の一環として新校旗が導入された。

## 教育方針
校訓
未来は人間の手の中に　「自主・誠実・創造」
教育方針
1. 本校の歴史と伝統を踏まえつつ、更なる発展と改善に努める。
2. 生徒を学校の中心に据えた学校経営に努める。
3. 地域社会に根差した学校経営に努める。
4. 全職員の共通理解を図り共同歩調による学校経営に努める。

## 学校行事
- 4月 - 始業式、離退任式、入学式、創立記念日
- 5月 - 学校遠足（芝山観音教寺・殿塚姫塚・蓮沼海浜公園方面）、球技大会
- 6月 - 更衣
- 7月 - 礼法指導（第3学年）、終業式
- 8月 - 夏季休業
- 9月 - 始業式、体育祭
- 10月 - 更衣、桔梗祭（文化祭）、防災訓練
- 11月 - 修学旅行（第2学年）、校外学習（第1・3学年）
- 12月 - 終業式、冬季休業
- 1月 - 始業式
- 2月 - マラソン大会、もちつき
- 3月 - 卒業式、修了式

## 部活動
運動部
陸上、卓球、バレーボール、体操、弓道、バスケットボール、ソフトボール、陸上、ソフトテニス、サッカー、ダンス
文化部
吹奏楽、演劇、書道、茶道、華道、美術、英語、写真、郷土研究、生物、漫画、手芸、文芸、JRC、クッキング、コンピュータ
同好会
柔道
※強化合宿等には敷地内にある桔梗寮（生徒宿泊研修施設）を利用している。

※吹奏楽の名門校として有名であり、東関東吹奏楽コンクール入賞の常連校である。カナダ、東欧ハンガリー等への親善友好演奏旅行も毎年行っており活動に熱心である。

## 交通アクセス
JR総武本線「松尾駅」より徒歩10分